# Jellinek Henrik
Haraszti Jellinek Henrik, Jelinek (Pest, 1853. december 22. – Budapest, 1927. április 10.) közgazdász, a budapesti közúti vaspálya-társaság igazgatója. Bátyja Jellinek Arthur politikus, jogi szakíró.

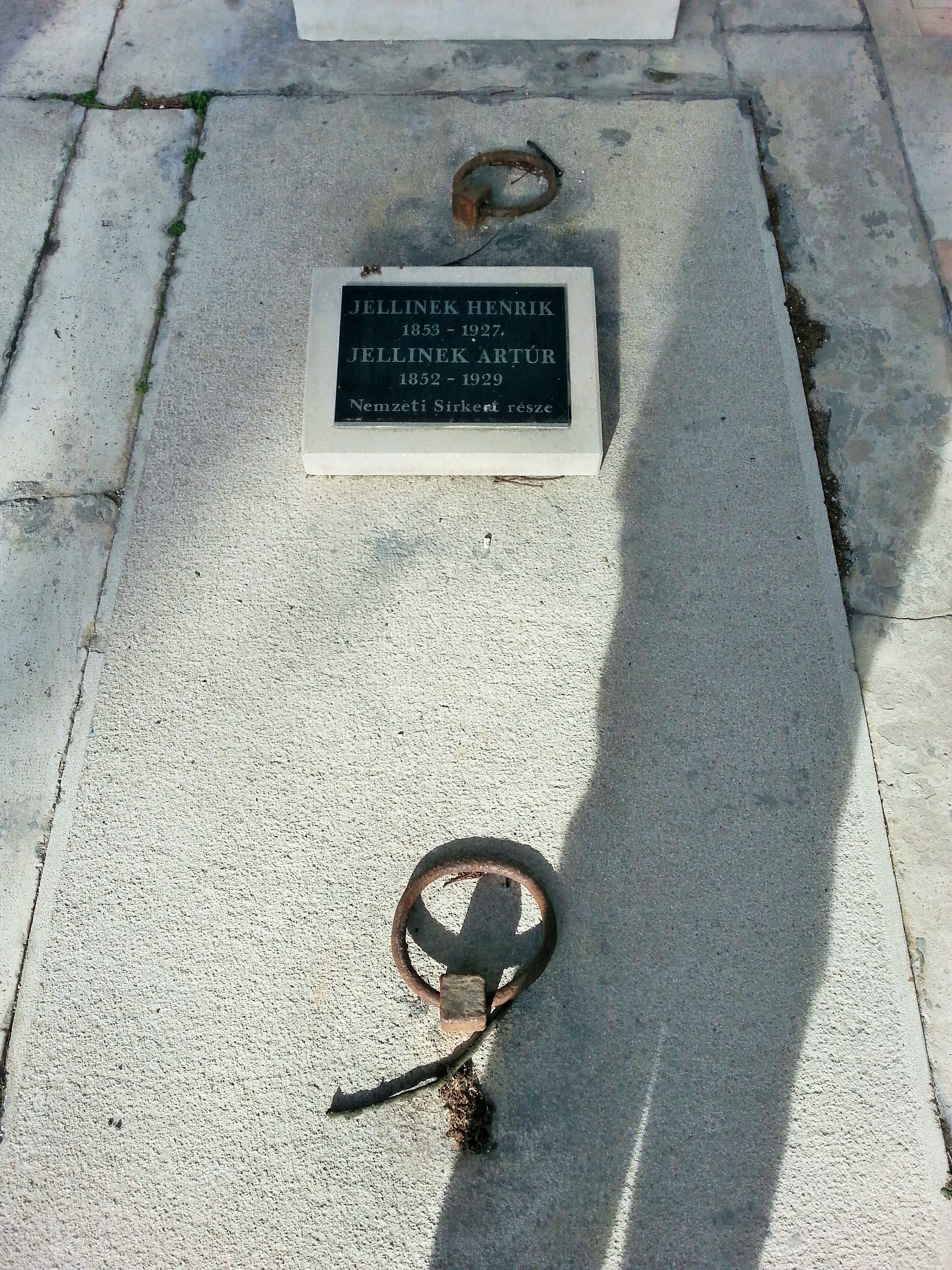
Sírja a Fiumei úti sírkertben (Bal oldali árkádsor, B-4)

## Életútja
Tanulmányai elvégzése után az apja, Jellinek Mór nagykereskedő igazgatósága alatt álló közúti vaspálya-társaságnál kezdett dolgozni, ahol csakhamar a titkári állásig vitte. Apja halála után (1883-ban) a társaság igazgatósága őt nevezte ki vezérigazgatónak. Külföldön tett tanulmányutak után a budapesti közúti vasúti hálózat megfelelő kiterjesztésén, főleg pedig a fővárosnak és ahhoz közeli településeknek helyiérdekű vasutakkal való összekapcsolásán dolgozott: ő kezdeményezte a Budapest–Soroksár–Haraszti és a Budapest–Szentendre vicinális vasutakat. Ezek jutalmául kapta a magyar nemességet a királytól. A közügyek terén elnöke volt a kereskedelmi csarnoknak, a budapesti kerületi betegsegélyző pénztárnak, és ez utóbbi tisztségében a hazai kerületi betegsegélyző pénztárak 1894-ben tartott országos értekezletének is. 1911-ben lemondatták vállalata igazgatóságáról, de a közügyekben továbbra is részt vett. Ő finanszírozta az első világháború végén megindult Új Nemzedék hetilapot. Halálát szívgyengeség okozta.

## Munkája
- A munkaszünnapokról (tanulmány, Budapest, 1890)